# John Henry Stelle

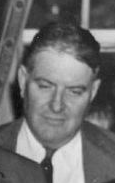
John Henry Stelle, 1944

John Henry Stelle  (* 8. August 1891 in McLeansboro, Illinois; † 5. Juli 1962 ebenda) war ein US-amerikanischer Politiker und von 1940 bis 1941 der 29. Gouverneur von Illinois.

## Frühe Jahre
John Stelle besuchte die Western Military Academy und studierte dann an der Washington University in St. Louis, Missouri Jura. Dort machte er 1916 sein juristisches Examen, worauf er in seiner Heimatstadt als Anwalt praktizierte. Während des Ersten Weltkriegs war er mit der National Garde, die während des Krieges der US Army unterstellt war, in Frankreich im Einsatz, wobei er verwundet wurde. Nach seiner Militärzeit arbeitete er einige Jahre in verschiedenen Berufen, ehe er sich der Politik zuwandte.

## Politische Karriere
Als Mitglied der Demokratischen Partei war er Delegierter auf fast allen Democratic National Conventions zwischen 1928 und 1960. Seit Mitte der 1930er Jahre war er in Illinois politisch tätig. Von 1935 bis 1937 war er Treasurer und seit 1937 Vizegouverneur (Lieutenant Governor) seines Bundesstaates. Nach dem Tod des amtierenden Gouverneurs Henry Horner am 6. Oktober 1940 musste er bis zum Ende der Amtsperiode am 13. Januar 1941 das Amt des Gouverneurs übernehmen. In dieser Zeit hat er einige von Horner ernannte Amtsinhaber durch seine politischen Freunde ersetzt. Nach dem Ende seiner kurzen Amtszeit zog sich Stelle aus der Politik zurück. Er widmete sich seinen geschäftlichen Interessen und war im Vorstand mehrerer Firmen tätig. John Steller starb im Jahr 1962.